# Salts als Jocs Olímpics d'estiu de 1988
Als Jocs Olímpics d'Estiu de 1988 celebrats a la ciutat de Seül (Corea del Sud) es disputaren quatre proves de salts, dues en categoria masculina i dues en categoria femenina. La competició es desenvolupà entre els dies 17 i 20 de setembre de 1988 a la Piscina Olímpica Jamsil.

## Comitès participants
Hi participaren un total de 89 saltadors, 49 homes i 40 dones, de 31 comitès nacionals diferents.
| - Argentina (1) - Austràlia (5) - Àustria (2) - Bahames (1) - Barbados (1) - Bèlgica (1) - Brasil (1) - Canadà (6) - Corea del Sud (2) - Equador (1) - Espanya (2) | - Estats Units (7) - Finlàndia (1) - França (2) - Hong Kong (2) - Hongria (3) - Itàlia (4) - Japó (4) - Kuwait (1) - Mèxic (3) - Noruega (1) | - Països Baixos (2) - Polònia (1) - Regne Unit (5) - RDA (4) - RFA (6) - Suècia (2) - Suïssa (2) - Unió Soviètica (8) - R.P. de la Xina (8) - Zimbàbue (1) |

## Resum de medalles

### Categoria masculina
| Prova                       | Or            | Argent      | Bronze     |
| Trampolí de 3 m. Detalls    | Greg Louganis | Tan Liangde | Li Deliang |
| Plataforma de 10 m. Detalls | Greg Louganis | Xiong Ni    | Jesús Mena |

### Categoria femenina
| Prova                       | Or        | Argent            | Bronze          |
| Trampolí de 3 m. Detalls    | Gao Min   | Li Qing           | Kelly McCormick |
| Plataforma de 10 m. Detalls | Xu Yanmei | Michelle Mitchell | Wendy Lian      |

## Medaller
| Posició | País            | Or | Argent | Bronze | Total |
| 1       | R.P. de la Xina | 2  | 3      | 1      | 6     |
| 2       | Estats Units    | 2  | 1      | 2      | 5     |
| 3       | Mèxic           | 0  | 0      | 1      | 1     |